# San Sebastiano (Sorradile)
San Sebastiano in Sorradile ist eine sardische Dorfkirche, die zwischen 1636 und 1642 entgegen dem barocken Trend auf dem Kontinent und dem verordneten Stil der spanischen Besatzungsmacht vom lokalen Baumeister Antonio Pinna im gotisch-volkstümlichen Stil errichtet wurde. 
Den Rahmen der Fassade bilden der mittige halbrunde gesprengte Renaissancegiebel und die an den Enden aufgebogene Giebellinie. Die flächig wirkende Fassade ist auf beispiellose Art mit eigentümlichen Schmuck- und Strukturelementen versehen. Ochsenaugenfenster liegen in der Kämpferzone des Tonnengewölbes. 
Der Innenraum aus rosa Trachyt ist kerbschnittartig mit Ornamenten verziert. Blüten, burleske Figuren, Ranken und Rosetten mischen sich mit geschmückten Kassetten flachen Kielbögen, Würfelfriesen und Gesimsen im Zahnschnitt. Eine Besonderheit bildet auch das 1697 im sardischen Stil entstandene Taufbecken mit dem Spitzdach und der Figur Johannes des Täufers.
Ein etwa stilgleicher Bau entstand mit San Mauro in Sorgono, während der Palazzo Zapata in Barumini ganz im Sinne der katalanischen Vorgaben der einzige Renaissancebau auf dem Lande ist.